# Supercoppa spagnola 2017 (pallavolo maschile)
La Supercoppa spagnola 2017 si è svolta il 1º novembre 2017: al torneo hanno partecipato due squadre di club spagnole e la vittoria finale è andata per la sesta volta, la seconda consecutiva, al Teruel.

## Regolamento
Le squadre hanno disputato una gara unica.

## Squadre partecipanti
| Squadra | Qualificazione                                | Ultima partecipazione    |
| ------- | --------------------------------------------- | ------------------------ |
| Teruel  | Finalista Coppa del Re 2016-17                | Supercoppa spagnola 2016 |
| Palma   | Vincitrice SVM 2016-17 e Coppa del Re 2016-17 | Debutto                  |

## Torneo
| 1º novembre 2017 Pab. Los Planos, Teruel Durata: 1h:15 - Spettatori: 2 200 | Teruel | 3 - 0 | Palma | 25-19, 25-21, 25-22 |